# Mezomerní efekt
Mezomerní efekt nebo též rezonanční či konjugační efekt je vlastnost substituentů nebo funkčních skupin v chemických sloučeninách. Tyto substituenty způsobují posun volných elektronových párů nebo π-elektronů konjugovaného systému dvojných vazeb. Vznikají rezonanční struktury.

## Kladný mezomerní efekt

Rezonance fenolu: atom kyslíku dodává do konjugace svůj volný elektronový pár.

Substituenty, které dodávají do konjugace elektrony, vykazují kladný mezomerní efekt +M. Mají volné elektronové páry.

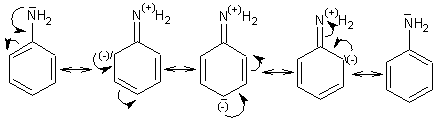
Rezonance anilinu: atom dusíku dodává do konjugace svůj volný elektronový pár

|  | -F, -Cl, -Br, -I, -OH, -OR, -NH2, -NHR, -NR2, -SH, -SR |

## Záporný mezomerní efekt

Rezonance benzaldehydu: atom kyslíku odebírá elektron uhlíku z aldehydické skupiny a ten ho nahrazuje odběrem elektronu z jádra.

Substituenty, které odebírají elektrony, vykazují záporný mezomerní efekt. Obsahují polarizovanou násobnou vazbu.

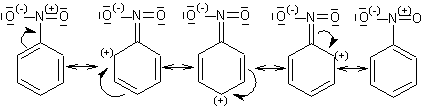
Rezonance nitrobenzenu: atom kyslíku odebírá elektron dusíku a ten ho nahrazuje odběrem elektronu z jádra

|  | -CH=O, -RC=O, -C(OH)=O, -C(OR)=O, -C(NH2)=O, -NO2, -SO3H, -C≡N |

## Význam
- Podle vlivu mezomerního efektu spolu s indukčním efektem se rozdělují substituenty při elektrofilní aromatické substituci do dvou tříd.
- Sloučeniny se rezonancí stabilizují.